# Albaladejo del Cuende
Albaladejo del Cuende es un municipio y localidad española de la provincia de Cuenca, en la comunidad autónoma de Castilla-La Mancha. El término municipal tiene una población de 215 habitantes (INE 2024).

## Geografía
Está situado a 43 km al sur de la capital provincial y a 160 km al sureste de Madrid. Por su término municipal pasa el río Júcar. Se encuentra entre los municipios de Villaverde y Pasaconsol, Belmontejo, San Lorenzo de la Parrilla, La Parra de las Vegas, Las Valeras y Valverde de Júcar.
Se encuentra a una altitud de unos 920 m sobre el nivel del mar, a una latitud 39° 48' norte y una longitud 2° 13' oeste.

## Historia
En el año 1080, Alfonso VIII, tras conquistar Cuenca a los musulmanes, cedió terrenos del término municipal de Albaladejo del Cuende a los monjes cistercienses del monasterio de Santa María de Huerta, hoy día en la provincia de Soria. Dicha cesión está reflejada en un legajo que se conserva en los archivos de dicho monasterio, ocupado en la actualidad por una comunidad de monjes cistercienses. Esta información indica que en aquella época, Albaladejo del Cuende ya contaba con un núcleo de población importante. 
A mediados del siglo XIX, el lugar tenía contabilizada una población de 1383 habitantes. La localidad aparece descrita en el primer volumen del Diccionario geográfico-estadístico-histórico de España y sus posesiones de Ultramar de Pascual Madoz de la siguiente manera:

ALBALADEJO DEL CUENDE: v. con ayunt. en la prov., dióc., adm. de rent. y part. jud. de Cuenca (5 leg.), aud. terr. do Albacete (17), y c. g. de Castilla la Nueva (Madrid 25): su sit. es bastante penosa, porque á escepcion de tres calles, anchas y llanas, las demas son muy pendientes é incómodas; tiene escuela de primera enseñanza sin dotacion, á la que de ordinario concurren 50 niños; una fuente de agua potable muy gorda, pero saludable y de muy buenos resultados para el dolor de estómago y sífilis: un pósito nacional y otro pio reunidos en un edificio sólido y muy capaz: una ermita dedicada á nuestra Sra. de las Nieves, patrona de la v., y la igl. parr. (la Asuncion de Ntra. Sra.) de primer ascenso, colocada en la cima de un cerro bastante elevado, por lo que el piso hasta ella es incómodo, servida por el párroco, un beneficiado y un sacristan, y perteneciente á la abadia llamada de las Valeras; en su media naranja y sacristia hay principiadas obras de consideracion. Su térm. confina al N. con el de la Parra, E. con Valora de Arriba, S. con Valora de Abajo y Valverde, y O. con el mismo Valverde y Pasa con Sol: el terreno es áspero por unas partes y llano por otras, sin mas monte que alguna mata baja, y forma cord. con el térm. de Valera de Arriba y la Parra: la vega y sitio de las viñas, por lo comun, son de bastante miga: solo disfrutan riego las huertas inmediatas á Villaverde y Júcar por medio de ramblas y acequias. El r. Badillo, que solo lleva agua cuando llueve, cruza la vega y se dirige á Valverde. Los caminos son puramente de herradura en dirección á Cuenca: tiene adm. de correos, los cuales entran los lunes, miércoles y viernes, entre nueve y diez de la mañana, y salen los martes, jueves y sábados entre doce y una de sus respectivas noches. Prod. granos, vino, algun aceite, azafran y ganados: ind.: la agricultura es la principal ocupacion de los hab., si bien algunos se dedican á la arrieria con carretas: hay algunos telares de lana y lino para el vestido de los naturales, y dos hornos de cocer pan. Pobl.: 348 vec., 1,383 alm.: riqueza productora: 3.648,880 rs., imp. 182,444 rs.: importan los consumos 18,334 rs. 6 mrs. El presupuesto municipal se cubre con el prod. de una deh., de la mitad de los hornos, y de la almotazania ó correduria. Se han encontrado en algunas escavaciones muchos vestigios de obras ant. que inducen á creer es lejana la fundación de esta v. Perteneció al señ. jurisd. del conde de Cifuentes, dueño de la otra mitad de los prod. de los hornos.
(Madoz, 1845, p. 284)

## Demografía
Albaladejo del Cuende cuenta con una población de 215 habitantes (INE 2024).
| Gráfica de evolución demográfica de Albaladejo del Cuende entre 1842 y 2021                                         |
| |
| Población de derecho según los censos de población del INE Población de hecho según los censos de población del INE |

## Administración
| Periodo   | Nombre                         | Partido |
| --------- | ------------------------------ | ------- |
| 1979-1983 | Ignacio Hortelano              |         |
| 1983-1987 | Marcos Contreras               | UCD     |

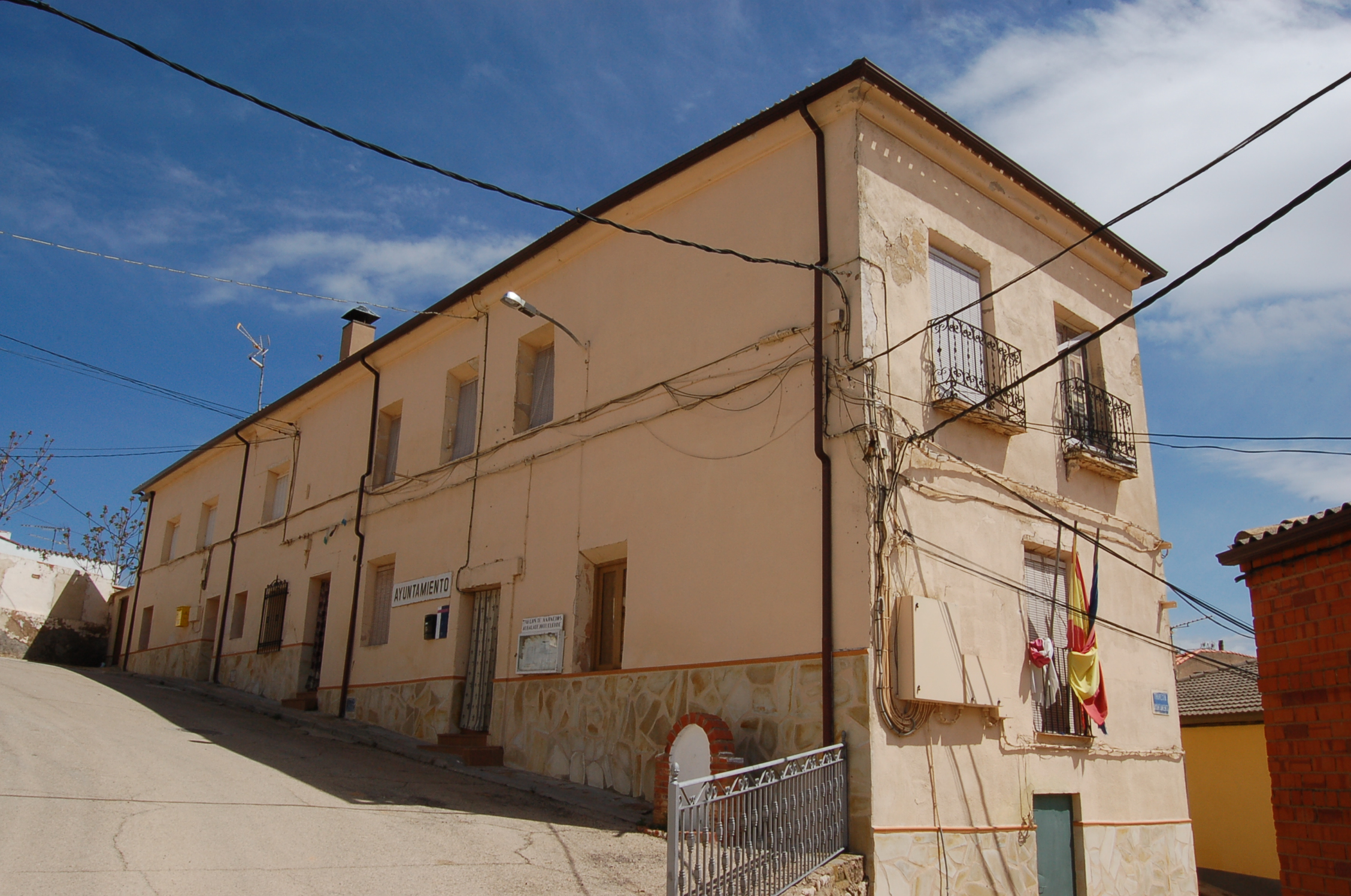
Casa consistorial

| 1987-1991 | Álvaro Martínez Contreras      | PSOE    |
| 1991-1995 | Álvaro Martínez Contreras      | PSOE    |
| 1995-1999 | Ángel Olivares Olivares        | PSOE    |
| 1999-2003 | Juan Miguel Hortelano Martínez | PP      |
| 2003-2007 | Florián Toledo Contreras       | PP      |
| 2007-2011 | Antonia Albaráñez Toledo       | PP      |
| 2011-2015 | Antonia Albaráñez Toledo       | PP      |
| 2015-2019 | Antonia Albaráñez Toledo       | PP      |
| 2019-2023 | Antonia Albaráñez Toledo       | PP      |
| 2023-act. | Ana Rosa Moreno Martínez       | PSOE    |

## Patrimonio

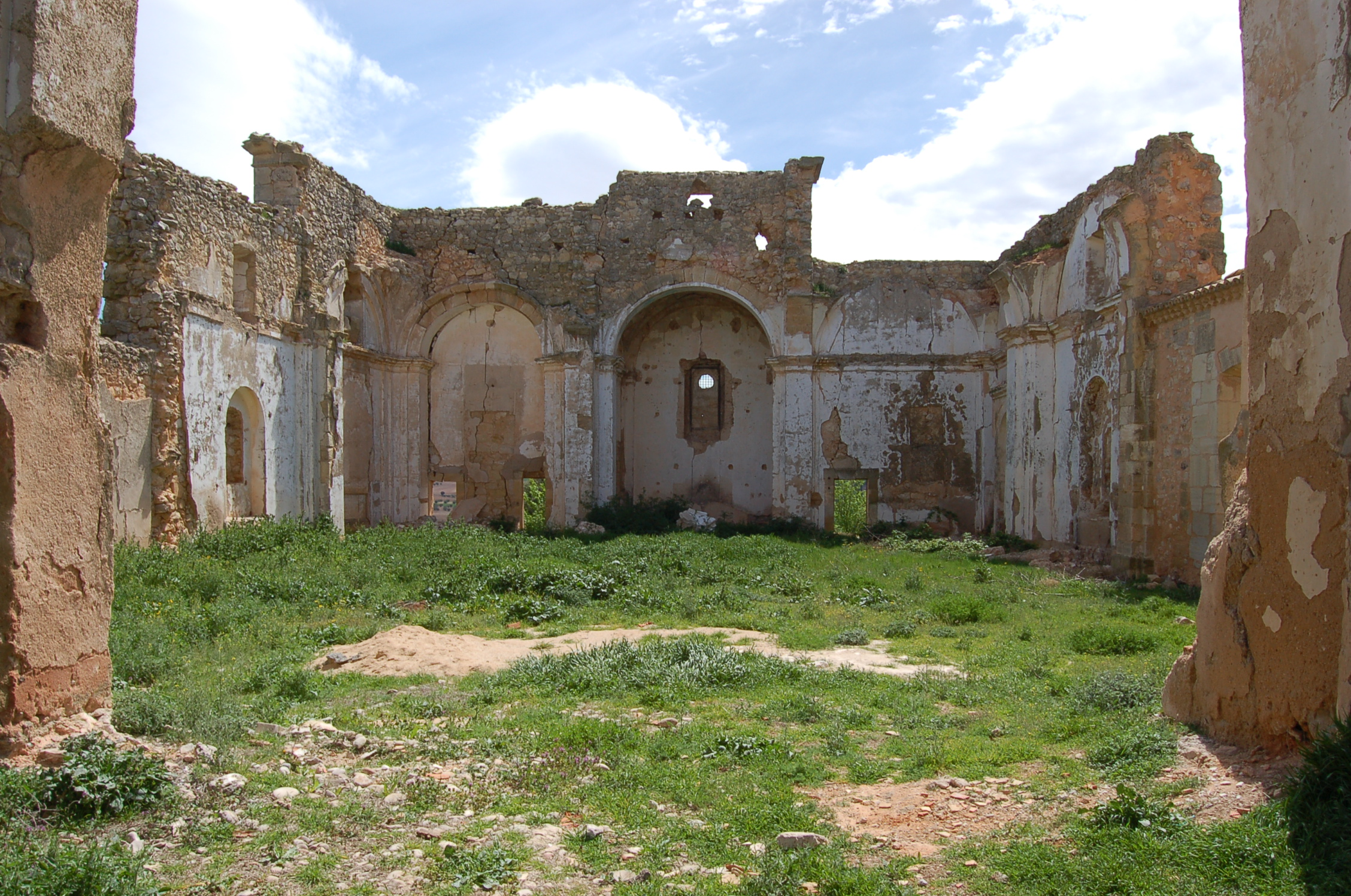
Ruinas de la antigua iglesia de Nuestra Señora de la Asunción

En la localidad se encuentran una iglesia parroquial bajo la advocación de la Asunción de Nuestra Señora y una ermita dedicada a Nuestra Señora de las Nieves. La iglesia se encuentra en ruinas.

## Fiestas y tradiciones
Todos los años en los primeros días de agosto se celebran las fiestas estivales en honor a la patrona, la Virgen de las Nieves.  Los actos principales son los festejos populares taurinos, el baile y la verbena popular, la procesión y la misa en honor a la patrona.